# Путь корабля
«Путь корабля» — художественный фильм (другое название — «ЭПРОН»). Вышел на экран 20 октября 1935 г.

## Сюжет
Из-за излишней самоуверенности капитана Меркулова, наскочив в густом тумане на отмель у берегов Новой Земли в Арктике, терпит крушение советский пароход «Альбанов». Пассажиры и команда спасаются на шлюпках и высаживаются на пустынном берегу. Южный город. Начальник отряда ЭПРОН (экспедиции подводных работ особого назначения) Петров получает приказ срочно вылететь в Мурманск для спасения «Альбанова». Зайдя домой за вещами, он застает жену со своим помощником Зарецким. Самолёт с эпроновцами прилетает в район крушения. Начинается подготовка к подъёму «Альбанова». Недовольный ходом работ, Петров предупреждает Зарецкого, что его снисходительность к выпивкам водолаза-инструктора Головни (учителя Зарецкого) не должна мешать делу. Но Головня вновь появляется «под газом», и ему объявляют строгий выговор. Зарецкому поручают опекать Головню.
Одна из пассажирок затонувшего парохода, журналистка Варя, замечает, как Петров переживает из-за жены, и сочувствует ему. С Большой земли торопят с подъёмом «Альбанова». Начинается закачка воздуха в понтоны. Но к месту аварии приближается айсберг. Петров решает взорвать его. Но это не дает результата. По совету Головни понтоны опускают на грунт. Операцию выполняет Зарецкий. Происходит авария.
Петров спускается под воду и спасает Зарецкого, но его самого задевает айсберг. В барокамере Зарецкий пытается выяснить с ним отношения, на что Петров говорит: «Что выяснять? Давайте работать». Он руководит эпроновцами из барокамеры, а затем из каюты (у него травма и высокая температура) через Головню.
График работ срывается из-за шторма. Петров приказывает спуститься под воду Головне, как самому опытному. Штормом срывает с якоря баржу ЭПРОН. Головня в критическом положении. Петров на катере спасает его. «Альбанов» поднят со дна. Вновь южный город. Зарецкий спешит к бывшей жене Петрова, но застает её с другим мужчиной. Головня теперь употребляет только нарзан. Налаживаются отношения между Петровым и Варей.

## В ролях
- Виктор Яблонский — Петров Артемий Петрович, начальник партии ЭПРОНа и комиссар
- Николай Прозоровский — Зарецкий Николай Казимирович, помощник начальника партии ЭПРОНа
- Иван Чувелев — Головня, водолаз-инструктор
- Георгий Ковров — Меркулов Захар Иванович, капитан судна «Альбанов»
- Роза Свердлова — Варя, журналистка
- Галина Кравченко — женщина в сарафане
- Татьяна Никольская — девушка в майке
- Б. Захаров — краснофлотец Захаров
- Александр Мельников — краснофлотец Мельников
- Степан Крылов — радист (нет в титрах)

## Технические данные
- Чёрно-белый, звуковой
- 8 частей.

## Саундтрек
Музыка и песни к фильму написаны Исааком Дунаевским. Стихи к одной из песен написаны Борисом Корниловым, репрессированным в 1937 году. В связи с этим позже текст песни был заменён на другой, авторства Александра Чуркина (1903—1971), известного также как автор текста песни «Вечер на рейде». Вторая песня фильма — «Марш водолазов», на слова Виссариона Саянова — стала неофициальным гимном советских водолазов.

## Места съёмки
Фильм частично снимался на Новой Земле, в Русской Гавани. Для съёмок сползания айсберга в море была взорвана часть ледника, однако эти кадры, полученные с большим трудом, в фильм не вошли из-за брака плёнки. В полярных морях съёмочная группа работала на пароходе «Сорока». Остальная часть фильма снималась в павильоне на кинофабрике «Советская Беларусь», расположенной в то время в Ленинграде, и в Крыму. «Путь корабля» стал первым советским художественным фильмом о работе водолазов, и одним из первых, где были применены комбинированные съёмки, находившиеся тогда в советском кино на стадии эксперимента. В фильме впервые в советском кинематографе были использованы подводные съёмки (выполненные в Балаклавской бухте).